# 加納朋子
加納 朋子（かのう ともこ、1966年 -）は日本の小説家・推理作家。福岡県北九州市出身。夫は推理作家の貫井徳郎。

## 来歴
文教大学女子短期大学部文芸科卒業後に化学メーカー勤務する。1992年、「ななつのこ」で、第3回鮎川哲也賞を受賞し、作家としてデビュー。1995年に「ガラスの麒麟」で第48回日本推理作家協会賞（短編および連作短編集部門）を受賞。同年に退社し、専業作家となる。
2010年に急性白血病の診断を受け、抗がん剤治療を経て弟から骨髄移植を受ける。2012年、闘病の様子を描いた『無菌病棟より愛をこめて』（文藝春秋刊）を刊行。

## 人物・作風
作品のジャンルは推理小説だが、血生臭い殺人事件などはあまり起こらず、「日常の謎」を解くストーリーが特徴的である。基本的に大団円が好きで、せめて物語の中だけでも楽しいことが起こってほしいという思いから、読後感は温かい気持ちになるような作品が多い。連作短編集が多く、各短編での伏線が重なり短編集全体の謎につながるという仕掛けは本格ミステリ的である。
デビュー作品である『ななつのこ』は、敬愛する北村薫に送るために書かれたものだという。実際、初期の作品は北村薫に似た世界が展開されるが、次第に独自の世界観を構築するようになっていった。

## 受賞・候補歴
太字が受賞したもの
- 1992年 - 『ななつのこ』で第3回鮎川哲也賞受賞。
- 1995年 - 「ガラスの麒麟」で第48回日本推理作家協会賞（短編および連作短編集部門）受賞。
- 1995年 - 第6回北九州市民文化奨励賞受賞。
- 1995年 - 『掌の中の小鳥』で第17回吉川英治文学新人賞候補。
- 2008年 - 『レインレイン・ボウ』で第1回京都水無月大賞受賞。
- 2009年 - 『少年少女飛行倶楽部』で第25回坪田譲治文学賞候補。

## 作品リスト

### 小説

#### 駒子シリーズ
- ななつのこ（1992年9月 東京創元社 / 1999年8月 創元推理文庫）
  - 収録作品：スイカジュースの涙 / モヤイの鼠 / 一枚の写真 / バス・ストップで / 一万二千年後のヴェガ / 白いタンポポ / ななつのこ
- 魔法飛行（1993年7月 東京創元社 黄金の13 / 2000年2月 創元推理文庫）
  - 収録作品：秋、りん・りん・りん / 誰かから届いた最初の手紙 / クロス・ロード / 誰かから届いた二番目の手紙 / 魔法飛行 / 誰かから届いた最後の手紙 / ハロー、エンデバー
- スペース（2004年5月 創元クライム・クラブ / 2009年5月 創元推理文庫）
  - 収録作品：スペース / バック・スペース
- ななつのこものがたり（2005年9月 東京創元社）- 絵本、画・菊池健
  - 収録作品：すいかおばけ / 金色のねずみ / 空の青 / 水色のチョウ / 竹やぶ焼けた / ななつのこ / あした咲く花
- 1（ONE）（2024年1月 創元クライム・クラブ）[5]
  - 収録作品：初めに読んでいただきたい前書き / プロローグ / ゼロ / 1（ONE）前編 / 1（ONE）中編 / 1（ONE）後編 / エピローグ / 読み終えてから読んでいただきたい後書き（もしくは蛇足）

#### 陶子シリーズ
- 月曜日の水玉模様（1998年9月 集英社 / 2001年10月 集英社文庫）
  - 収録作品：月曜日の水玉模様 / 火曜日の頭痛発熱 / 水曜日の探偵志願 / 木曜日の迷子案内 / 金曜日の目撃証人 / 土曜日の嫁菜寿司 / 日曜日の雨天決行
- レインレイン・ボウ（2003年11月 集英社 / 2006年11月 集英社文庫）
  - 収録作品：サマー・オレンジ・ピール / スカーレット・ルージュ / ひよこ色の天使 / 緑の森の夜鳴き鳥 / 紫の雲路 / 雨上がりの藍の色 / 青い空と小鳥

#### アリスシリーズ
- 螺旋階段のアリス（2000年11月 文藝春秋 / 2003年11月 文春文庫 / 2016年9月 文春文庫）
  - 収録作品：螺旋階段のアリス / 裏窓のアリス / 中庭のアリス / 地下室のアリス / 最上階のアリス / 子供部屋のアリス / アリスのいない部屋
- 虹の家のアリス（2002年10月 文藝春秋 本格ミステリ・マスターズ / 2005年12月 文春文庫 / 2016年10月 文春文庫）
  - 収録作品：虹の家のアリス / 牢の家のアリス / 猫の家のアリス / 幻の家のアリス / 鏡の家のアリス / 夢の家のアリス

#### 「ささら」シリーズ
- ささら さや[6]（2001年10月 幻冬舎 / 2004年4月 幻冬舎文庫）
  - 収録作品：トランジット・パッセンジャー / 羅針盤のない船 / 笹の宿 / 空っぽの箱 / ダイヤモンドキッズ / 待っている女 / ささら さや / トワイライト・メッセンジャー
- てるてるあした（2005年5月 幻冬舎 / 2008年2月 幻冬舎文庫）
  - 収録作品：春の嵐 / 壊れた時計 / 幽霊とガラスのリンゴ / ゾンビ自転車に乗って / ぺったんゴリラ / 花が咲いたら / 実りと終わりの季節
- はるひのの、はる（2013年6月 幻冬舎 / 2016年4月 幻冬舎文庫）

#### 「七人の敵がいる」シリーズ
陶子シリーズのスピンオフにあたる。
- 七人の敵がいる（2010年6月 集英社 / 2012年3月 集英社文庫）
- 我ら荒野の七重奏（2016年11月 集英社 / 2019年9月 集英社文庫）

#### ノンシリーズ
- 掌の中の小鳥（1995年7月 創元クライム・クラブ / 2001年2月 創元推理文庫）
  - 収録作品：掌の中の小鳥 / 桜月夜 / 自転車泥棒 / できない相談 / エッグ・スタンド
- いちばん初めにあった海（1996年8月 角川書店 / 2000年5月 角川文庫 / 2019年4月 幻冬舎文庫）
  - 収録作品：いちばん初めにあった海 / 化石の樹
- ガラスの麒麟（1997年8月 講談社 / 2000年6月 講談社文庫 / 2021年9月 講談社文庫【新装版】）
  - 収録作品：ガラスの麒麟 / 三月の兎 / ダックスフントの憂鬱 / 鏡の国のペンギン / 暗闇の鴉 / お終いのネメゲトサウルス
- 沙羅は和子の名を呼ぶ（1999年10月 集英社 / 2002年9月 集英社文庫）
  - 収録作品：黒いベールの貴婦人 / エンジェル・ムーン / フリージング・サマー / 天使の都 / 海を見に行く日 / 橘の宿 / 花盗人 / 商店街の夜 / オレンジの半分 / 沙羅は和子の名を呼ぶ
- コッペリア（2003年7月 講談社 / 2006年7月 講談社文庫 / 2025年1月 創元推理文庫）
- モノレールねこ（2006年11月 文藝春秋 / 2009年6月 文春文庫）
  - 収録作品：モノレールねこ / パズルの中の犬 / マイ・フーリッシュ・アンクル / シンデレラのお城 / セイムタイム・ネクストイヤー / ちょうちょう / ポトスの樹 / バルタン最期の日
- ぐるぐる猿と歌う鳥（2007年7月 講談社 ミステリーランド / 2010年5月 講談社ノベルス / 2013年12月 講談社文庫）
- 少年少女飛行倶楽部（2009年4月 文藝春秋 / 2011年10月 文春文庫）
  - 収録作品：飛行クラブの成り立ち / 空が飛べないとは、誰にも言えない――もしくは飛行と落下の相違について / ウィ・キャント・フライ / 働かざる者、飛ぶべからず / アンド・ソー・オン / ウィ・キャン・フライ / テイク・オフ
- トオリヌケ キンシ（2014年10月 文藝春秋 / 2017年6月 文春文庫）
  - 収録作品：トオリヌケ キンシ / 平穏で平凡で、幸運な人生 / 空蝉 / フー・アー・ユー / 座敷童と兎と亀と / この出口の無い、閉ざされた部屋で
- カーテンコール！（2017年12月 新潮社 / 2020年8月 新潮文庫）
  - 収録作品：砂糖壷は空っぽ / 萌木の山の眠り姫 / 永遠のピエタ / 鏡のジェミニ / プリマドンナの休日 / ワンダフル・フラワーズ
- いつかの岸辺に跳ねていく（2019年6月 幻冬舎 / 2021年8月 幻冬舎文庫）
- 二百十番館にようこそ（2020年8月 文藝春秋 / 2023年8月 文春文庫）
- 空をこえて七星（ななせ）のかなた（2022年9月 集英社 / 2025年5月 集英社文庫）
  - 収録作品：南の十字に会いに行く / 星は、すばる / 箱庭に降る星は / 木星荘のヴィーナス / 孤舟よ星の海を征け / 星の子 / リフトオフ

### ノンフィクション
- 無菌病棟より愛をこめて（2012年3月 文藝春秋 / 2014年9月 文春文庫）- 白血病からの生還記録

### アンソロジー
「」内が加納朋子の作品
- 推理小説代表作選集 1995（1995年6月 講談社）「ガラスの麒麟」
  - 【改題】犯行現場にもう一度 ミステリー傑作選33（1997年10月 講談社文庫）
- 奈落（1995年8月 集英社文庫）「黒いベールの貴婦人」
- 不在証明崩壊（1996年4月 カドカワノベルズ / 2000年5月 角川文庫）「オレンジの半分」
- 白のミステリー 女性ミステリー作家傑作選（1997年12月 光文社）「フリージング・サマー」
  - 【改題】殺意の宝石箱 女性ミステリー作家傑作選1（1999年9月 光文社文庫）
- ザ・ベストミステリーズ 1998 推理小説年鑑（1998年6月 講談社）「裏窓のアリス」
  - 【分冊・改題】完全犯罪証明書 ミステリー傑作選39（2001年4月 講談社文庫）
- 不条理な殺人（1998年7月 祥伝社文庫）「ダックスフントの憂鬱」
- 輝きの一瞬（1999年1月 講談社文庫）「橘の宿」
- 本格ミステリ01（2001年7月 講談社ノベルス）「子供部屋のアリス」
  - 【改題】紅い悪夢の夏 本格短編ベスト・ セレクション（2004年12月 講談社文庫）
- 「ABC」殺人事件（2001年11月 講談社文庫）「猫の家のアリス」
- 本格ミステリ02 二〇〇二年本格短篇ベスト・セレクション（2002年5月 講談社ノベルス）「ひよこ色の天使」
  - 【改題】天使と髑髏の密室 本格短編ベスト・ セレクション（2005年12月 講談社文庫）
- 怪しい舞踏会（2002年5月 光文社文庫）「螺旋階段のアリス」
- 勿忘草（2003年1月 祥伝社文庫）「シンデレラのお城」
- あのころの宝もの ほんのり心が温まる12のショートストーリー（2003年3月 メディアファクトリー）「モノレールねこ」
  - 【改題】ありがと。 あのころの宝もの十二話（2004年10月 ダ・ヴィンチブックス）
- らせん階段 女流ミステリー傑作選（2003年5月 ハルキ文庫）「紫の雲路」
- ザ・ベストミステリーズ 2003 推理小説年鑑（2003年7月 講談社）「鏡の家のアリス」
  - 【分冊・改題】殺人の教室 ミステリー傑作選（2006年4月 講談社文庫）
- ミステリア（2003年12月 祥伝社文庫）「牢の家のアリス」
- 推理作家になりたくて マイベストミステリー 第六巻 謎（2004年4月 文藝春秋）「最上階のアリス」「非合理な論理」
  - 【改題】マイ・ベスト・ミステリー6（2007年12月 文春文庫）
- 名探偵を追いかけろ（2004年10月 カッパ・ノベルス / 2007年5月 光文社文庫）「虹の家のアリス」
- 黄昏ホテル（2004年11月 小学館）「セイムタイム・ネクストイヤー」
- ミステリーセレクション3 ミステリーは仕事する（2007年3月 ポプラ社）「月曜日の水玉模様」
- ラブストーリーセレクション5 恋のかけひき（2008年3月 ポプラ社）「土曜日の嫁菜寿司」
- 初恋アニヴァーサリー（2008年4月 講談社）「向こう岸の少女」（絵：宮尾和孝）
- きみが見つける物語 十代のための新名作 スクール編（2008年6月 角川文庫）「三月の兔」
- ねこ！ネコ！猫！ NEKOミステリー傑作選（2008年10月 徳間文庫）「猫の家のアリス」
- 金原瑞人YAセレクション みじかい眠りにつく前にII 昼下がりに読みたい10の話（2009年3月 ピュアフル文庫）「白いタンポポ」
- きみが見つける物語 十代のための新名作 切ない話編（2010年2月 角川文庫）「春の嵐」
- 綾辻行人選 スペシャル・ブレンド・ミステリー 謎009（2014年9月 講談社文庫）「裏窓のアリス」
- ザ・ベストミステリーズ 2015 推理小説年鑑（2015年5月 講談社）「座敷童と兎と亀と」
- 自薦 THE どんでん返し 2（2017年1月 双葉文庫）「掌の中の小鳥」
- アンソロジー 隠す（2017年2月 文藝春秋 / 2019年11月 文春文庫）「少年少女秘密基地」
- 猫が見ていた（2017年7月 文春文庫）「三べんまわってニャンと鳴く」
- 惑―まどう― アンソロジー（2017年7月 新潮社 / 2022年2月 実業之日本社文庫）「砂糖壺は空っぽ」
- 推理作家謎友録 日本推理作家協会70周年記念エッセイ（2017年8月 角川文庫）※エッセイアンソロジー
- Acrobatic 物語の曲芸師たち ミステリー傑作選（2018年10月 講談社文庫）「座敷童と兎と亀と」
- あなたに謎と幸福を ハートフル・ミステリー傑作選 （2019年7月 PHP文芸文庫）「鏡の家のアリス」
- 短編宇宙（2021年1月 集英社文庫）「南の十字に会いに行く」
- 日本推理作家協会賞受賞作家 傑作短編集 11 1日1話で読む6つの数奇な物語（2021年6月 双葉文庫）「鏡の国のペンギン」
- 新本格ミステリはどのようにして生まれてきたのか？ 編集者宇山日出臣追悼文集（2022年3月 星海社）「宇山さんが開いてくれた道」
- 陥穽の円舞曲（2022年11月 光文社）「星は、すばる」
- 思い出ごはん（2023年3月 PHP文芸文庫）※エッセイアンソロジー「夢が叶ったその先に」

## メディア・ミックス

### 漫画
- ささら さや（画：碧也ぴんく、全2巻、2003年6月 - 2004年2月 幻冬舎 バーズコミックス）
- ガラスの麒麟（画：碧也ぴんく、全2巻、2004年12月 - 2005年6月 幻冬舎 バーズコミックス）

### テレビドラマ
- てるてるあした（2006年4月14日 - 6月23日、テレビ朝日系、全11話、主演：黒川智花、原作：てるてるあした / ささら さや）
- 七人の敵がいる!〜ママたちのPTA奮闘記〜（2012年4月2日 - 6月29日、フジテレビ系、主演：真琴つばさ、原作：七人の敵がいる）

### ラジオ
- バルタン最後の日（2010年5月8日、NHKラジオ第一、語り：塩澤大輔）

### 映画
- トワイライト ささらさや（2014年11月8日公開、主演：新垣結衣、配給：ワーナー・ブラザース、原作：ささら さや）

## 日本国外での出版

### 台湾
- 七歲小孩（1996年8月刊行、不二出版社）-ななつのこ